# Eovoluta
Eovoluta is een uitgestorven geslacht van weekdieren uit de klasse van de Gastropoda (slakken).

## Soorten
- Eovoluta bouei (Deshayes, 1865) †
- Eovoluta branderi (Defrance, 1824) †
- Eovoluta coquillensis (F. E. Turner, 1938) †
- Eovoluta eomagna (H. E. Vokes, 1939) †
- Eovoluta iolinensis Pacaud, 2016 †
- Eovoluta lajoyi (Deshayes, 1835) †
- Eovoluta quaggiottoi Pacaud, 2016 †
- Eovoluta volcesiana Pacaud, 2016 †